# Stanislav Vykydal
Stanislav Vykydal (1933 – Brno, 11 settembre 2020) è stato un cestista cecoslovacco.

## Carriera
Con la Cecoslovacchia ha disputato i Campionati europei del 1951, vincendo la medaglia d'argento.

## Palmarès
- Campionato cecoslovacco: 4

Sokol Brno I: 1950-51, 1951, 1961-62, 1962-63